# Sclerocactus papyracanthus
Sclerocactus papyracanthus (Engelm.) N.P.Taylor, es una especie fanerógama perteneciente a la familia Cactaceae. 

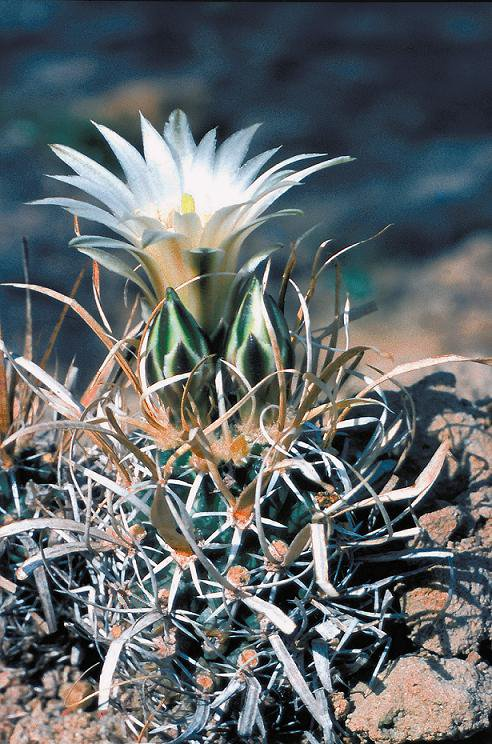
Vista de la planta

## Distribución
Es endémica de Estados Unidos en Arizona, Nuevo México y Texas. Su hábitat natural son los áridos desiertos.  Es una especie rara en la vida silvestre. 
Aunque la superficie total de la distribución es muy grande, los lugares de su hábitat se limitan a unas pocas áreas pequeñas. Crece en Arizona, Nuevo México y Texas, en los bosques de enebro pino, en los pastizales. (en la  grama) y sobre colinas bajas en diferentes tipos de suelo en altitudes 1100-2200 m. Se asocia con Sclerocactus parviflorus, Escobaria missouriensis subsp. navajoensis, Echinocereus fendleri, Mammillaria wrightii, Mammillaria meiacantha, Echinomastus intertextus, especies de Opuntia, Yucca elata y especies de Yucca.

## Descripción
Es una planta perenne carnosa y globosa-cilíndrica armada de espinas, de color verde y con las flores de color blanco. 

## Taxonomía
Sclerocactus papyracanthus fue descrita por (Engelm.) N.P.Taylor y publicado en Bradleya; Yearbook of the British Cactus and Succulent Society 5: 94. 1987.
Etimología
Sclerocactus: nombre genérico que deriva del griego y significa "cacto duro o cruel" y es una referencia a las espinas ganchudas que se adhieren firmemente a lo que tenga contacto con ellas.
papyracanthus: epíteto latíno que significa "espinas de papel"
Sinonimia
- Mammillaria papyracantha
- Echinocactus papyracanthus
- Toumeya papyracantha
- Pediocactus papyracanthus[5]